# Peamount United Football Club
Maillots
Actualités
Le Peamount United Football Club est un club de football base à Greenogue Newcastle, petite ville située à 20 km à l’ouest de Dublin en Irlande. Le club est fondé en 1983. 
Le club est reconnu pour son équipe féminine qui a remporté en 2010 la Coupe d'Irlande de football féminin, la plus importante compétition du football féminin irlandais. Cette victoire vient couronner le club alors qu’il a déjà été à deux reprises finaliste de la compétition (2005 et 2008). Cette victoire permet à Peamount United de se qualifier pour la Ligue des champions féminine de l'UEFA 2011-2012.
La footballeuse la plus célèbre du club est Katie Taylor, internationale irlandaise, mais aussi grand espoir national en boxe anglaise pour les Jeux olympiques d'été de 2012 à Londres.

## Palmarès
- Championnat d'Irlande de football féminin
  - Champion (4) : 2012, 2019, 2020 et 2023
  - Vice-champion (1) : 2013

- Coupe d'Irlande de football féminin
  - Vainqueur (2) : 2010, 2020
  - Finaliste (2) : 2005, 2008

- Coupe de la Ligue d'Irlande de football féminin
  - Vainqueur (3) : 2012, 2013, 2018
  - Finaliste (2) : 2015, 2017